# Spanish Guitar
Singles de Toni Braxton et Dr. Dre
Just Be A Man About It
(2000) Maybe
(2001)
Spanish Guitar est une chanson de la chanteuse Toni Braxton, sortie le 21 novembre 2000. La chanson est le 3e single extrait de l'album The Heat. Elle est écrite par Diane Warren et composée par David Foster.

## Composition
Spanish Guitar est une ballade R&B aux sonorités latines, qui parle de l'amour de Toni envers son homme, se comparant ainsi à une guitare dont l'homme pourrait jouer toute la nuit.

## Performance commerciale
La chanson atteint le 20e rang du Hot Adult Contemporary Tracks.

## Vidéoclip
Le vidéoclip qui accompagne l'extrait, est tourné par Bille Woodruff. Il y démontre Toni en train de danser un tango avec un homme puis celui-ci, dans d'autres scènes, joue de la guitare qui se transforme en Toni et vice-versa.

## Pistes et formats
International CD single 1
1. "Spanish Guitar (Radio Mix)" – 4:30
2. "Spanish Guitar (Mousse T.'s Radio Mix)" – 4:07
3. "Spanish Guitar (HQ² Radio Edit)" – 4:11
4. "Spanish Guitar (Royal Garden Flamenco Mix)" – 4:35
5. "Spanish Guitar (Eiffel 65 Radio Edit)" – 4:30

International CD single 2
1. "Spanish Guitar (Radio Mix)" – 4:30
2. "Spanish Guitar (Mousse T.'s Extended Mix)" – 6:53
3. "Spanish Guitar (HQ² Mix)" – 8:54
4. "Spanish Guitar (Mousse T.'s Deep Vocal Mix)" – 8:32
5. "Spanish Guitar (Eiffel 65 Extended Mix)" – 6:54

Europe 2-track single
1. "Spanish Guitar (Radio Mix)" – 4:20
2. "Spanish Guitar (Royal Garden's Flamenco Mix)" – 4:35

US Vinyl set
1. "Spanish Guitar (HQ² Mix)" – 8:54
2. "Spanish Guitar (HQ² Radio Edit)" – 4:10
3. "Spanish Guitar (Mousse T.'s Deep Vocal Mix)" – 8:32
4. "Spanish Guitar (Mousse T.'s Radio Edit)" – 4:02
5. "Spanish Guitar (Eiffel 65 Extended Mix)" – 6:54
6. "Spanish Guitar (Eiffel 65 TV Edit)" – 6:53
7. "Spanish Guitar (Mousse T.'s Extended Mix)" – 6:53
8. "Spanish Guitar (Royal Garden Flamenco Mix)" – 4:34
9. "Spanish Guitar (Album Version)" –  4:25

Official versions
- "Spanish Guitar (Radio Mix/Album Version)" –  4:25
- "Spanish Guitar (Instrumental)" –  4:24
- "Spanish Guitar (HQ² Mix)" – 8:54
- "Spanish Guitar (HQ² Dub)" – 8:58
- "Spanish Guitar (HQ² Acapella)" – 6:34
- "Spanish Guitar (HQ² Radio Edit)" – 4:10
- "Spanish Guitar (Mousse T.'s Deep Vocal Mix)" – 8:32
- "Spanish Guitar (Mousse T.'s Deep Vocal Instrumental)" – 8:32
- "Spanish Guitar (Mousse T.'s Gustino Dub)" – 6:41
- "Spanish Guitar (Mousse T.'s Gustino Instrumental)" – 6:41
- "Spanish Guitar (Mousse T.'s Extended Mix)" – 6:53
- "Spanish Guitar (Mousse T.'s Radio Edit)" – 4:02
- "Spanish Guitar (Eiffel 65 Extended Mix)" – 6:54
- "Spanish Guitar (Eiffel 65 TV Edit)" – 6:53
- "Spanish Guitar (Eiffel 65 Radio Edit)" – 4:30
- "Spanish Guitar (Royal Garden Flamenco Mix)" – 4:34
- "Spanish Guitar (Joe Claussell Main Mix)" –  10:53
- "Spanish Guitar (JC Modulated Dub)" –  6:38

## Classement hebdomadaire
| Chart (2000)                         | Peak position |
| ------------------------------------ | ------------- |
| Australie                            | 44            |
| Autriche                             | 28            |
| Belgique (Flandre)                   | 46            |
| Belgique (Wallonie)                  | 32            |
| Canada                               | 22            |
| Pays-Bas                             | 17            |
| France                               | 37            |
| Allemagne                            | 45            |
| Suède                                | 49            |
| Suisse                               | 36            |
| U.S. Billboard Hot 100               | 98            |
| U.S. Billboard Hot R&B/Hip-Hop Songs | 75            |
| U.S. Billboard Hot Dance Club Play   | 1             |
| Chart (2001)                         | Peak position |
| U.S. Billboard Adult Contemporary    | 20            |